# Bobi Wine

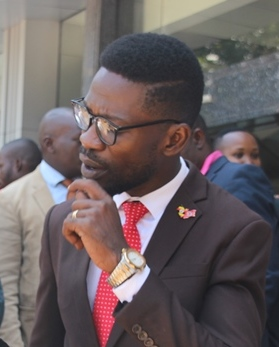
Bobi Wine, 2019

Robert Kyagulanyi Ssentamu (* 12. Februar 1982 im Distrikt Mpigi), besser bekannt unter seinem Künstlernamen Bobi Wine, ist ein ugandischer Politiker, Musiker, Schauspieler und Philanthrop. Seit Juli 2017 vertritt er den Wahlkreis Kyadondo East im Distrikt Wakiso im Parlament von Uganda. In Anlehnung an seinen sozialen Hintergrund wird er von den Medien auch „Ghetto President“ genannt. Weltweite Aufmerksamkeit erregte im August 2018 seine Inhaftierung und eine damit einhergehende Anklage wegen Hochverrats. Er kandidierte zur Präsidentschaftswahl in Uganda 2021 und errang mit 34,83 Prozent der abgegebenen Stimmen das zweitbeste Ergebnis nach dem amtierenden Yoweri Museveni.

## Persönliches
Kyagulanyi kam 1982 im Distrikt Mpigi, heute ein Teil des Distrikts Gomba, zur Welt. Er wurde römisch-katholisch getauft und wuchs im Slum Kamwookya im Nordosten der ugandischen Hauptstadt Kampala auf.
Während seines Studiums lernte er seine spätere Frau Barbara, eine Highschool-Schülerin, kennen. Das Paar heiratete im August 2011 und lebt mit vier gemeinsamen Kindern abseits des Medienrummels in Magere Village im Distrikt Wakiso.
2013 wurde Kyagulanyi zum Familienbotschafter der gemeinnützigen Organisation Twaweza ernannt.
Im Oktober 2015 verstarb sein Vater, der insgesamt 40 Kinder hatte und den er als großen Einfluss in seinem Leben beschrieb.
Dem Begräbnis wohnten hunderte Trauernde, darunter Regierungsvertreter und andere Prominente, bei.
Kyagulanyi studierte Musik, Tanz und Schauspiel an der Makerere-Universität und schloss mit dem Titel Bachelor of Arts ab. Im Februar 2018 schloss er einen politischen Lehrgang für „Leadership in 21st Century“ an der renommierten Harvard Kennedy School in den Vereinigten Staaten ab. 2024 schloss er ein Bachelor-Studium in Jura an der Cavendish University ab.

## Unterhaltung
Unter dem Namen Bobi Wine begann Kyagulanyi 1999 eine Musikkarriere. Seine ersten Singles Akagoma, Funtula und Sunda brachten ihn ins Rampenlicht und machten ihn zu einem der größten Popstars Ostafrikas. Seine Musik verknüpft Genres wie Ragga, Dancehall und Afrobeat miteinander. Er gründete die Musikkollektive Fire Base Crew und Ghetto Republic of Uganja
und trägt den Spitznamen „Ghetto President“. Bis September 2014 nahm er mehr als 70 Lieder auf.
Sein Lied Kiwani ist auf dem Soundtrack der Disney-Filmbiografie Queen of Katwe aus dem Jahr 2016 zu hören. Daneben versuchte sich Bobi Wine in lokalen Filmproduktionen – bekannt als Binayuganda – als Schauspieler. 2010 spielte er neben der bekannten ugandischen Schauspielerin Cleopatra Koheirwe im Film Yogera, 2015 erhielt er eine Hauptrolle neben Helen Lukoma im von der Bildungs- und Entwicklungsorganisation Twaweza unterstützten Film Situka.
2008 erhielt er von der Uganda Professional Boxing Commission (UPBC) eine Lizenz als Profiboxer.

## Politik
Bereits bevor Kyagulanyi als Politiker aktiv wurde, trat er mit Aussagen zu politischen und sozialen Problemen Ugandas Kontroversen los. Mit dem Musiker Bebe Cool verbindet ihn eine langjährige Feindschaft. Cool gilt als Unterstützer des ugandischen Langzeitpräsidenten Yoweri Museveni und dessen National Resistance Movement (NRM), während Bobi Wine sich für die Interessen der Opposition starkmacht.
Im Juli 2014 sollte Bobi Wine in Birmingham und London auftreten, nach Protesten gegen homophobe Liedtexte mussten jedoch beide Konzerte abgesagt werden.
Knapp zwei Jahre später distanzierte sich der Künstler via Twitter von früheren Aussagen zum Thema Homosexualität.
Während des Präsidentschaftswahlkampfs 2016 rief er in Liedern zu Toleranz und Meinungsfreiheit auf und kritisierte darüber hinaus Korruption und Ungerechtigkeit im Land. Sein Song Dembe wurde angeblich im Radio verboten, was die Uganda Communications Commission jedoch abstritt.
Während der Wahl blockierte die Regierung die Kommunikation via sozialer Medien, wogegen der Musiker mittels VPN protestierte.
Am Internationalen Tag der Pressefreiheit sprach sich Kyagulanyi in Kampala für die Meinungsfreiheit aus. Drei Monate nach der Wahl lud die US-Botschafterin den Künstler und seine Frau zu einer formellen Veranstaltung und diskutierte mit ihnen über die Jugend des Landes.
Im April 2017 gab Kyagulanyi seine erstmalige Kandidatur für das ugandische Parlament bekannt. Seine Kampagne, bei der er von Haus zu Haus zog, um Stimmen zu sammeln, sorgte dabei in und außerhalb von Uganda für Aufsehen.
Er gewann die Nachwahl in Kyadondo East als unabhängiger Kandidat mit großem Vorsprung auf zwei erfahrene Mitstreiter der Parlamentsparteien NRM und Forum for Democratic Change.
In den folgenden Monaten war er mitverantwortlich für ein Erstarken der Opposition, deren Kandidaten immer mehr Nachwahlen für sich entscheiden konnten. In seiner Funktion als Abgeordneter beteiligte er sich an Protesten gegen eine Social-Media-Steuer, die laut Kritikern den Informationsfluss zwischen den Bürgern verhindern soll.

### Festnahme und Anklage
Am 15. August 2018 wurde Kyagulanyi in der Stadt Arua im Nordwesten Ugandas verhaftet. Ihm wurden illegaler Besitz von Feuerwaffen und Anstiftung zur Gewalt vorgeworfen. Als Unterstützer des unabhängigen Parlamentskandidaten Kasiano Wadri soll er am 14. August den Autokonvoi von Präsident Museveni aufgehalten und angegriffen haben. Die Angreifer sollen die Wagenkolonne des Präsidenten mit Steinen beworfen und eine Auseinandersetzung mit den Sicherheitskräften provoziert haben. Kyagulanyi, einer der prominentesten Kritiker des Staatsoberhaupts, sagte später aus, die Polizei hätte auf seinen Wagen geschossen und dabei seinen Fahrer getötet.
Am 16. August wurde er vor einem Militärgericht wegen illegalen Waffenbesitzes angeklagt. Laut einem Bericht der Times soll Kyagulanyi vor Erscheinen im Gerichtssaal misshandelt worden sein. Einem seiner Anwälte zufolge befand sich der Angeklagte in einem besorgniserregenden Gesundheitszustand.
Während die Regierung alle Foltervorwürfe entschieden zurückwies, forderte Oppositionsführer Kizza Besigye in einer Pressekonferenz die umgehende Freilassung des Inhaftierten.
Nach zunehmenden Protesten in der Bevölkerung ließ das Gericht die Anklage fallen und kündigte weitere Schritte vor einem Zivilgericht an.
Unmittelbar nach seiner Freilassung wurde Kyagulanyi am 23. August erneut verhaftet und wegen Hochverrats angeklagt. Rund 80 Kunst- und Kulturschaffende, darunter Popstars wie Chris Martin und Literaturnobelpreisträger Wole Soyinka, unterzeichneten einen offenen Brief, in dem sie zur Freilassung des 36-Jährigen aufrufen. Am 27. August wurde er nach anhaltenden Protesten gegen Kaution entlassen. Nur vier Tage später wurde er am Flughafen Entebbe erneut festgenommen, nachdem er geplant hatte, sich in Washington medizinischer Behandlung zu unterziehen. Anfang September reiste er dann doch für eine medizinische Behandlung über die Niederlande in die USA aus, wo er am 2. September ankam. Zuvor hatte er eine Behandlung in einem Krankenhaus in Kampala abgelehnt, da unter den behandelnden Ärzten – nach eigenen Angaben – auch jener Arzt war, der ihn bei den Misshandlungen in der Haft überwacht hatte.

### Präsidentschaftswahlen 2021
Wine kündigte 2020 an, sich bei den Präsidentschaftswahlen im Januar 2021 mit der „National Unity Platform“ (NUP) um das Amt des Präsidenten zu bewerben. Wine wurde im Zuge der Kampagne mehrfach in Gewahrsam genommen, unter anderem weil ihm vorgeworfen wurde, gegen Corona-Auflagen verstoßen zu haben. Im Vorfeld der Wahl kam es verstärkt zu Gewalt und Wine gab an, einer seiner Bodyguards sei von der Militärpolizei umgebracht worden. Eine Militärsprecherin widersprach der Darstellung. Menschenrechtsaktivisten kritisierten die Sicherheitskräfte für ihr gewaltsames Vorgehen gegen die Opposition.
Einen Tag nach der Wahl erklärte sich Wine am 15. Januar 2021 selbst zum gewählten Präsidenten. Erste Auszählungsergebnisse zeigten jedoch Amtsinhaber Museveni deutlich in Führung. Nachdem Wine die staatlich gelenkte Abschaltung des Internets während der Wahl und darüber hinaus kritisiert und von Wahlbetrug gesprochen hatte, wurde er an seinem Wohnsitz erneut vom Militär aufgesucht.

## Humanitäres Engagement
Bobi Wine setzte sich in seinen Liedtexten wiederholt für Ghettobewohner ein und unterstützte verschiedene Projekte zur Armutsbekämpfung.
2012 initiierte er eine auf Krankenhäuser, Müllverarbeitung und einfaches Händewaschen zur Krankheitsprävention abzielende Hygienekampagne. Daneben engagierte er sich mit dem Bürgermeister von Kampala für Säuberungsaktionen im Kamwookya-Slum.
Im selben Jahr finanzierte er den Bau einfacher Toiletten und eines Entwässerungskanals in einem besonders heruntergekommenen Slum der Hauptstadt. Gegenüber der Zeitung New Vision bekannte er sich zu seinen Wurzeln und meinte, die Slums würden, egal wohin er gehe, immer seine „Heimat“ bleiben.
Im August 2013 besuchte er zusammen mit Vertretern von Save the Children, UNHCR und Rotem Kreuz das Flüchtlingslager Bundibugyo im gleichnamigen Distrikt und versorgte es mit Hilfsgütern.
In seiner Rolle als Familienbotschafter der Ostafrika-NGO Twaweza sieht er vor allem Bildung als Schlüssel zu einem „Kurswechsel Ugandas“.
2014 nahm Bobi Wine als Botschafter der Save-the-Children-Kampagne Every One gemeinsam mit 13 anderen ugandischen Künstlern einen Song mit den Themen Müttersterblichkeit und Kindergesundheit auf.
Im Auftrag der Organisation besuchte der Musiker mit seiner Frau Hebammen und Gesundheitspersonal in verschiedenen Krankenhäusern des Landes. Außerdem führte ihn seine ehrenamtliche Arbeit in ein Flüchtlingslager für Menschen aus dem Südsudan.
Des Weiteren engagierte er sich gegen Malaria.

## Auszeichnungen
Als Musiker wurde Bobi Wine bereits mehrfach ausgezeichnet.
Pearl of Africa Music Awards
- 2005: Song des Jahres für Mama Mbiire (mit Juliana Kanyomozi)
- 2006: Künstler des Jahres
- 2006: Bester Afrobeat-Song für Bada
- 2007: Bester Afrobeat-Künstler oder Gruppe
- 2007: Bester Afrobeat-Song für Kiwani
- 2008: Bester Afrobeat-Künstler oder Gruppe

HiPipo Music Awards
- 2013: Bester Afrobeat-Song für Jennifer

## Rezeption
Das US-amerikanisch-britisch-ugandische Filmporträt Bobi Wine: The People’s President wurde 2022 über ihn gedreht, die Regie übernahmen Christopher Sharp und Moses Bwayo.